# Coizard-Joches
Coizard-Joches ist eine französische Gemeinde mit 91 Einwohnern (Stand 1. Januar 2022) im Département Marne in der Region Grand Est. Sie gehört zum Kanton Dormans-Paysages de Champagne und zum Arrondissement Épernay. 

## Geografie
Die Gemeinde Coizard-Joches liegt am Petit Morin, der hier durch das Sumpfgebiet Marais de Saint-Gond fließt, etwa 40 Kilometer westsüdwestlich von Châlons-en-Champagne. Sie ist umgeben von folgenden Nachbargemeinden:
| Villevenard | Congy                                       |             |
| Courjeonnet | Kompassrose, die auf Nachbargemeinden zeigt | Vert-Toulon |
|             | Broussy-le-Grand                            |             |

## Bevölkerungsentwicklung
| Jahr      | 1962 | 1968 | 1975 | 1982 | 1990 | 1999 | 2008 | 2018 |
| --------- | ---- | ---- | ---- | ---- | ---- | ---- | ---- | ---- |
| Einwohner | 173  | 148  | 146  | 118  | 102  | 107  | 88   | 73   |

## Sehenswürdigkeiten
- Kirche Saint-André in Coizard, Monument historique seit 1916
- Grottes du Razet, Monument historique seit 1926

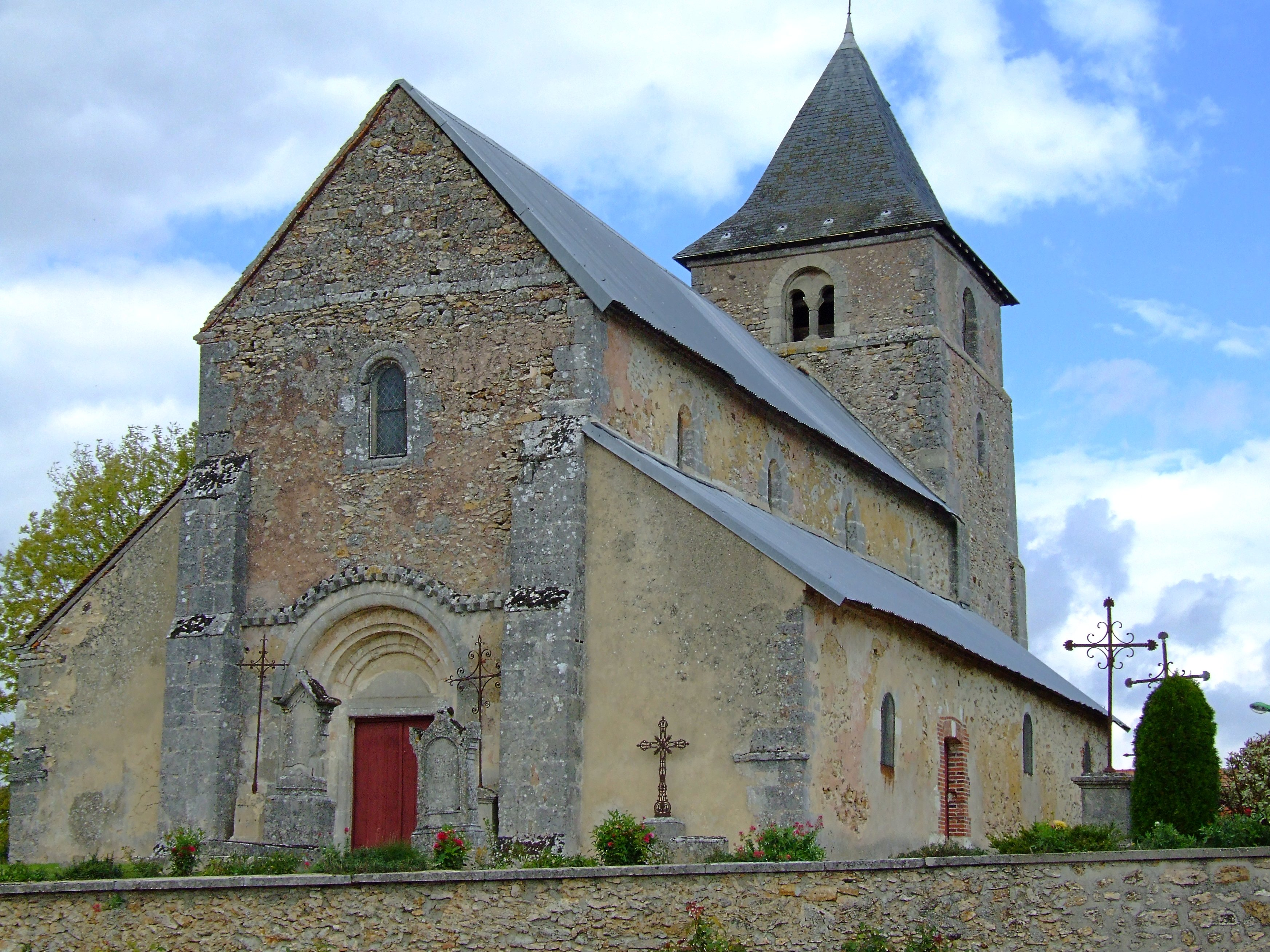
Kirche Saint-André
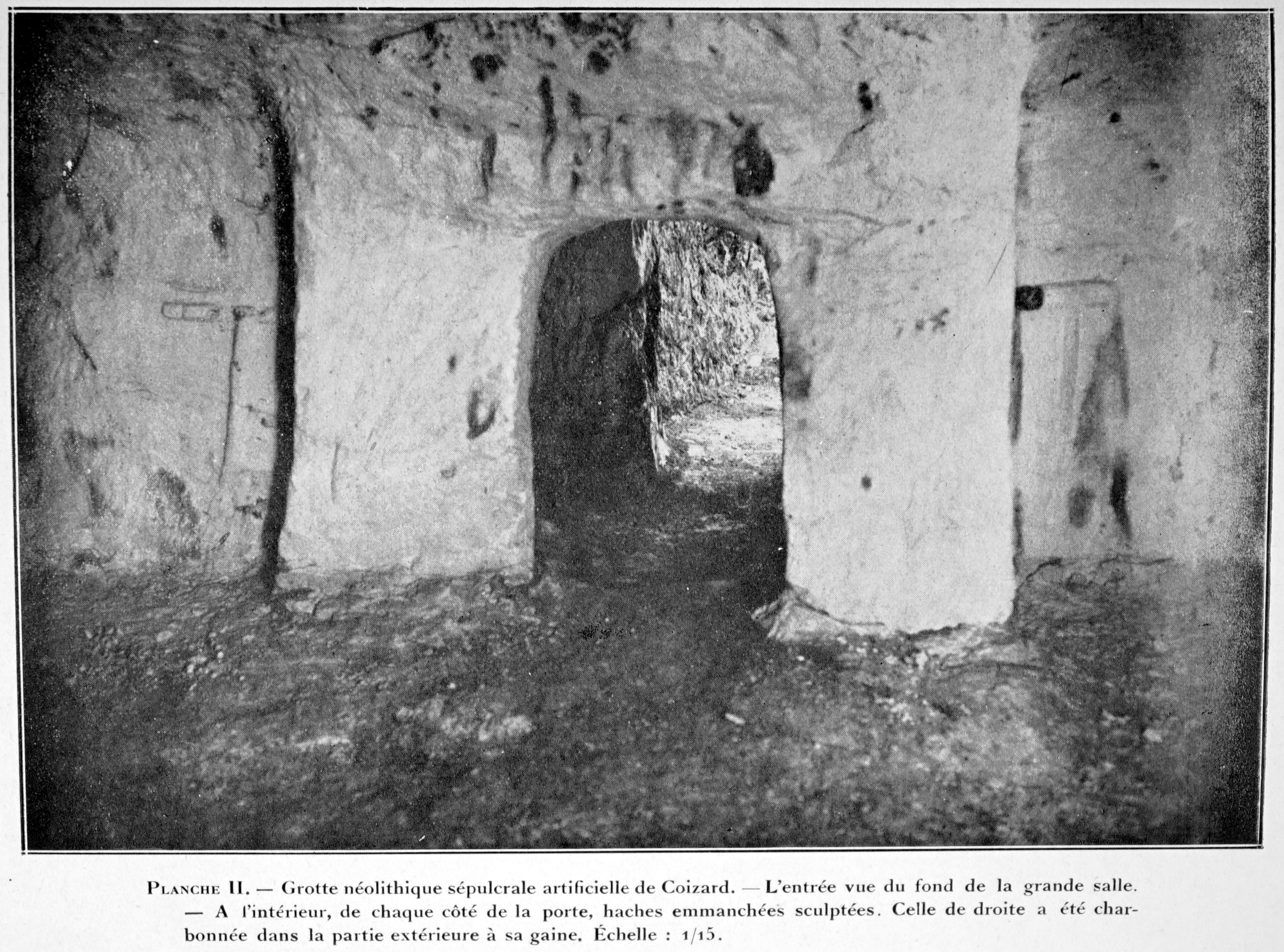
Grottes du Razet